# Gotagudi, Mundgod
Gotagudi là một làng thuộc tehsil Mundgod, huyện Uttara Kannada, bang Karnataka, Ấn Độ.